# 컨버지드 인프라스트럭처

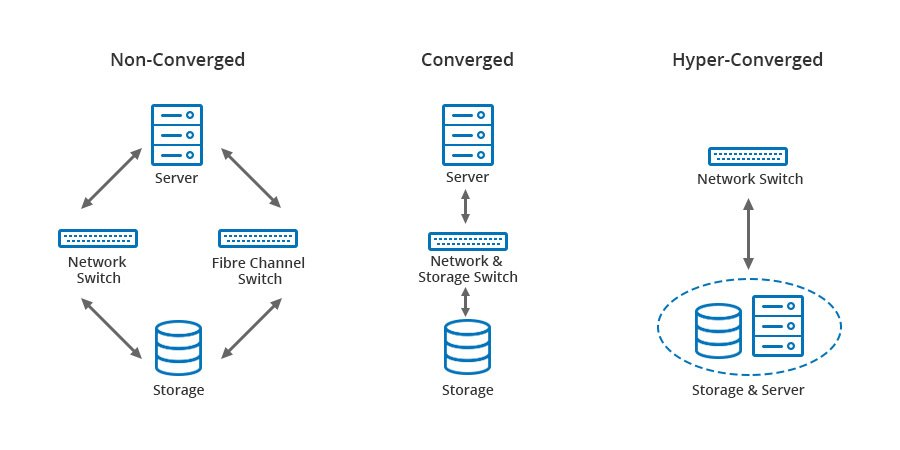
비컨버지드, 컨버지드, 하이퍼컨버지드 네트워크 스토리지의 차이점

컨버지드 인프라스트럭처(Converged infrastructure) 또는 컨버지드 인프라는 여러 구성 요소를 하나의 최적화된 컴퓨팅 패키지로 그룹화하는 정보 기술(IT) 시스템을 구성하는 방법이다. 컨버지드 인프라의 구성 요소에는 서버, 데이터 스토리지, 네트워킹 장비, IT 인프라 관리, 자동화 및 조정을 위한 소프트웨어가 포함될 수 있다.
IT 조직은 통합 인프라를 사용하여 IT 리소스 관리를 중앙 집중화하고, 시스템을 통합하고, 리소스 활용률을 높이고, 비용을 절감한다. 컨버지드 인프라는 여러 애플리케이션에서 공유하고 정책 기반 프로세스를 사용하여 집단적으로 관리할 수 있는 컴퓨터, 스토리지, 네트워킹 리소스 풀을 구현함으로써 이러한 목표를 촉진한다.
IT 공급업체와 IT 업계 분석가는 융합 인프라의 개념을 설명하기 위해 다양한 용어를 사용한다. 여기에는 "컨버지드 시스템", "통합 컴퓨팅", "패브릭 기반 컴퓨팅" 및 "동적 인프라"가 포함된다.

## 데이터센터의 진화
역사적으로 비즈니스 애플리케이션과 이들이 생성하는 데이터의 성장에 보조를 맞추기 위해 IT 리소스는 사일로와 같은 방식으로 배포되었다. 한 세트의 리소스가 하나의 특정 컴퓨팅 기술, 비즈니스 애플리케이션 또는 비즈니스 분야에 할당되었다. 이러한 리소스는 단일 가정 세트를 지원하며 다양한 사용 부하를 지원하도록 최적화하거나 재구성할 수 없다.
데이터 센터의 IT 확산이 확산되면서 운영 비용이 증가하고 생산성이 감소하며 민첩성과 유연성이 저하되었다. 연간 수익이 2억 5천만 달러 이상인 500개 기업의 임원을 대상으로 실시한 2009년 인포메이션위크(InformationWeek) 조사에 따르면 유지 관리 및 운영에 조직 기술 예산의 2/3가 소요될 수 있는 것으로 나타났다. 따라서 새로운 IT 이니셔티브에 소요되는 예산은 3분의 1에 불과하다. 이 비율은 IT가 새로운 비즈니스 이니셔티브를 지원하거나 실제 애플리케이션 요구에 대응하는 것을 방해한다.
컨버지드 인프라는 IT 리소스를 풀링하고 공유하여 사일로화된 아키텍처와 IT의 스프롤 문제를 해결한다. 특정 컴퓨팅 기술, 애플리케이션 또는 사업 부문에 일련의 리소스를 할당하는 대신 컨버지드 인프라는 여러 애플리케이션 및 사업 부문에서 공유되는 가상화된 서버, 스토리지 및 네트워킹 용량 풀을 생성한다.

## 이점
업계 연구자들과 관찰자들에 따르면 컨버지드 인프라는 기술적 효율성과 비즈니스 효율성을 모두 제공한다. 이러한 이점은 부분적으로 기술 구성 요소의 사전 통합, IT 리소스 풀링 및 IT 프로세스 자동화에서 비롯된다. 컨버지드 인프라는 단일 통합 IT 관리 시스템만을 사용하여 방대한 데이터 세트를 처리할 수 있는 클라우드 컴퓨팅 시스템의 기능을 향상함으로써 효율적인 데이터 센터에 더욱 기여한다.
포레스터 리서치(Forrester Research)의 분석가인 로버트 화이틀리(Robert Whiteley)는 CIO 매거진에 기고하면서 서버, 스토리지, 네트워크를 단일 프레임워크로 결합하는 융합 인프라가 데이터 센터 운영의 경제성을 변화시키는 데 도움이 되며 IP 스토리지로의 전환을 가속화하여 다음과 같은 인프라를 구축하는 데 도움이 된다고 언급했다. 스토리지와 컴퓨팅을 단일 엔터티로 결합한 것을 컨버지드 스토리지라고 한다.
가상화 및 자동화 관리 도구가 사전 통합된 하드웨어를 사용하여 복잡성을 줄이는 것은 IDC 연구에서 언급한 바와 같이 융합 인프라에 대한 또 다른 중요한 가치 제안이다.
2012년 4월, 오픈 소스 분석 회사인 위키본(Wikibon)은 통합 인프라에 대한 첫 번째 시장 예측을 발표했다. 2017년까지 TAM(총 이용 가능 시장)이 4,020억 달러에 달할 것으로 예상된다. 그 중 엔터프라이즈 애플리케이션을 지원하는 인프라의 거의 2/3가 2017년까지 일종의 융합 솔루션을 선보일 예정이다.

## 융합 인프라와 클라우드 컴퓨팅
컨버지드 인프라는 IaaS(Infrastructure as a Service), PaaS(Platform as a Service), SaaS(Software as a Service) 제품을 포함하여 프라이빗 및 퍼블릭 클라우드 컴퓨팅 서비스를 지원하는 플랫폼 역할을 할 수 있다.
여러 가지 특성으로 인해 컨버지드 인프라는 클라우드 배포에 매우 적합하다. 여기에는 IT 리소스를 풀링하고, 리소스 프로비저닝을 자동화하고, 동적 컴퓨팅 워크로드의 요구 사항을 충족하기 위해 용량을 빠르게 확장 및 축소하는 기능이 포함된다.

## 같이 보기
- 하이퍼 컨버지드 인프라스트럭처
- 소프트웨어 정의 데이터 센터